# Trương Vĩnh Ký

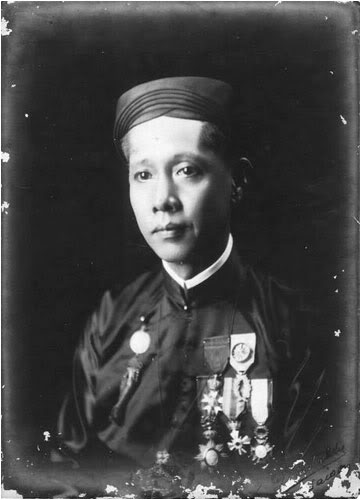

Pétrus Jean Baptiste Trương Vĩnh Ký (* 6. Dezember 1837 in Vĩnh Long, Vietnam; † 1. September 1898 in Saigon, Vietnam) war ein vietnamesischer Schriftsteller, Wissenschaftler, Journalist und Übersetzer. Er schrieb über 100 Werke in der Geographie, Geschichte, Literatur, verfasste mehrere Wörterbücher, darunter die ersten Französisch-Vietnamesisch-Wörterbücher, übersetzte viele Bücher von der alten vietnamesischen Schrift chữ Nôm in die heutige vietnamesische Schrift Quốc ngữ. Für seine Arbeiten wurde er von der Französischen Akademie und anderen Gremien hoch geehrt und ausgezeichnet (Officer D'Académie, Légion d’Honneur u. a.).

## Publikationen
- Abrégé de grammaire annamite
- Kim Vân Kiều, 1875 (erste Übersetzung in die heutige vietnamesische Schrift)
- Petit cours de géographie de la Basse-Cochichine
- Cours de langue annamite
- Voyage au Tonkin en 1876
- Guide de la conversation annamite
- Phép lịch sự An Nam, Les convenances et les civilités annamites
- Cours de la langue mandarine ou des caractères chinois
- Cours d'histoire annamite
- Cours de littérature annamite, 1891.
- Cours de géographie générale de l'Indochine
- Grand Dictionnaire Annamite Francaise

| Personendaten    | Personendaten                                                              |
| ---------------- | -------------------------------------------------------------------------- |
| NAME             | Trương, Vĩnh Ký                                                            |
| ALTERNATIVNAMEN  | Trương Vĩnh Ký, Pétrus Jean Baptiste (vollständiger Name)                  |
| KURZBESCHREIBUNG | vietnamesischer Schriftsteller, Wissenschaftler, Journalist und Übersetzer |
| GEBURTSDATUM     | 6. Dezember 1837                                                           |
| GEBURTSORT       | Vĩnh Long, Vietnam                                                         |
| STERBEDATUM      | 1. September 1898                                                          |
| STERBEORT        | Saigon, Vietnam                                                            |